# むぴー
むぴーは日本の漫画家、イラストレーター。主に育児絵日記や育児マンガ、PRマンガ、挿絵を書く。

## 作品リスト

### 単行本
- 『子供ができて知ったこと』扶桑社[2] 2019年 ISBN 978-4594082741
- 『母がはじまった』PHP研究所[1] 2020年 ISBN 978-4569846576
- 『いつか家族でやりたい99の楽しいことリスト』CCCメディアハウス[3] 2022年 ISBN 978-4484222028

### 連載
- 『母、はじまりの7日間』コノビー（完結）[4]
- 『おっぱいとぼく』コノビー（完結）[1]
- 『あさひが丘の人々』ウーマンエキサイト（完結）[1]
- 『むぴーの絵日記出張版』現代ビジネス[1]

### 挿絵
- 『赤いライトで朝までぐっすり 赤ちゃん寝かしつけの新常識』東洋館出版社[1] 2020年（表紙・挿絵） ISBN 978-4491042985
- 『育児やることリスト大全』KADOKAWA[1] 2021年（挿絵） ISBN 978-4046051059
- 『岩田 拓真 の 「勉強しなさい」より「一緒にゲームしない?」』主婦と生活社[1] 2021年（挿絵) ISBN 978-4391156027

### キャラクター作成
- 『ぼちぼちびより』[5]東北新社